# Loch Lomond a The Trossachs
Národní park Loch Lomond a The Trossachs (skotskou gaelštinou Pàirc Nàiseanta Loch Laomainn is nan Tròisichean) je národní park ve Skotsku, který se rozkládá kolem jezera Loch Lomond a zahrnuje několik hřebenů kopců, z nichž Trossachs je nejslavnější. Jedná se o první ze dvou národních parků vytvořených skotským parlamentem v roce 2002. Druhým je Národní park Cairngorms.
Národní park je čtvrtý největší na Britských ostrovech, má celkovou rozlohu 1865 km2 a obvod na délku přibližně 350 km. Území parku zahrnuje 21 vrcholů, které jsou Munro (vrchol ve Skotsku vyšší než 3000 stop) (včetně Ben Lomond, Ben Lui, Beinn Challuim, Ben More a dva kopce zvané Ben Vorlich). V parku leží i 19 tzv. Corbettu (hor nižších než Munro), dva lesoparky (Královny Elizabeth, a Argyll) a 57 zvláštně chráněných území.
V parku žije 15 600 obyvatel. Park se obvykle dělí na čtyři částí: Breadalbane, Loch Lomond, Trossachs, a Argyll Forest Park.

## Pamětihodnosti
Park se skládá z mnoha hor a jezer a jeho hlavními atrakcemi jsou krajina (scenérie), pěší turistika a divoká zvěř.
Pro turisty, kteří hledají výzvu, parkem prochází pěší dálková cesta West Highland Way a dále zde jsou vrcholy Ben Lomond a The Cobbler v Arrocharských Alpách, které lákají nejvíce turistů. Méně bojácní návštěvníci mohou odbočit ze silnice A82 a podívat se na vodopády Dochart.
Existuje návštěvnické centrum národního parku na jižním konci jezera Loch Lomond, nazvané Loch Lomond Shores, které zahrnuje turistickém informační centrum v nejpopulárnější vstupní bráně do parku, stejně jako akvárium, obchody a restaurace.
Na Loch Katrine mohou návštěvníci cestovat na historickém parníku SS sir Walter Scott, plavby po jezeře Loch Lomond lze podnikat z Tarbetu, Argyllu a Bute a Ballochu. Existuje také rozsáhlá vodní taxi služba mezi většinou komunit ležících na břehu jezera Loch Lomond.

## Města a obce v parku
| správní oblast      | města a obce |
| ------------------- | --- |
| Stirling            | Aberfoyle, Balmaha, Brig o 'Turka, Callander, Crianlarich, Croftamie, Drymen, Inversnaid, Killin, Lochearnhead, Port of Menteith, Tyndrum, Strathyre, Balquhidder, Kilmahog, Gartmore, Inchmahome (ostrov jezera Menteith) |
| West Dunbartonshire | Balloch, Croftamie, Gartocharn |
| Perth a Kinross     | St Fillans |
| Argyll a Bute       | Ardentinny, Ardlui, Arrochar, Carrick hrad, Kilmun, Lochgoilhead, Luss, Tarbet, Sochot, Strone |

## Seznam hor Munro v parku
Seznam hor Munro, hor vyšších než 3000 stop v parku a jejich nejbližší obec:
- Ben More (1174 m), Crianlarich

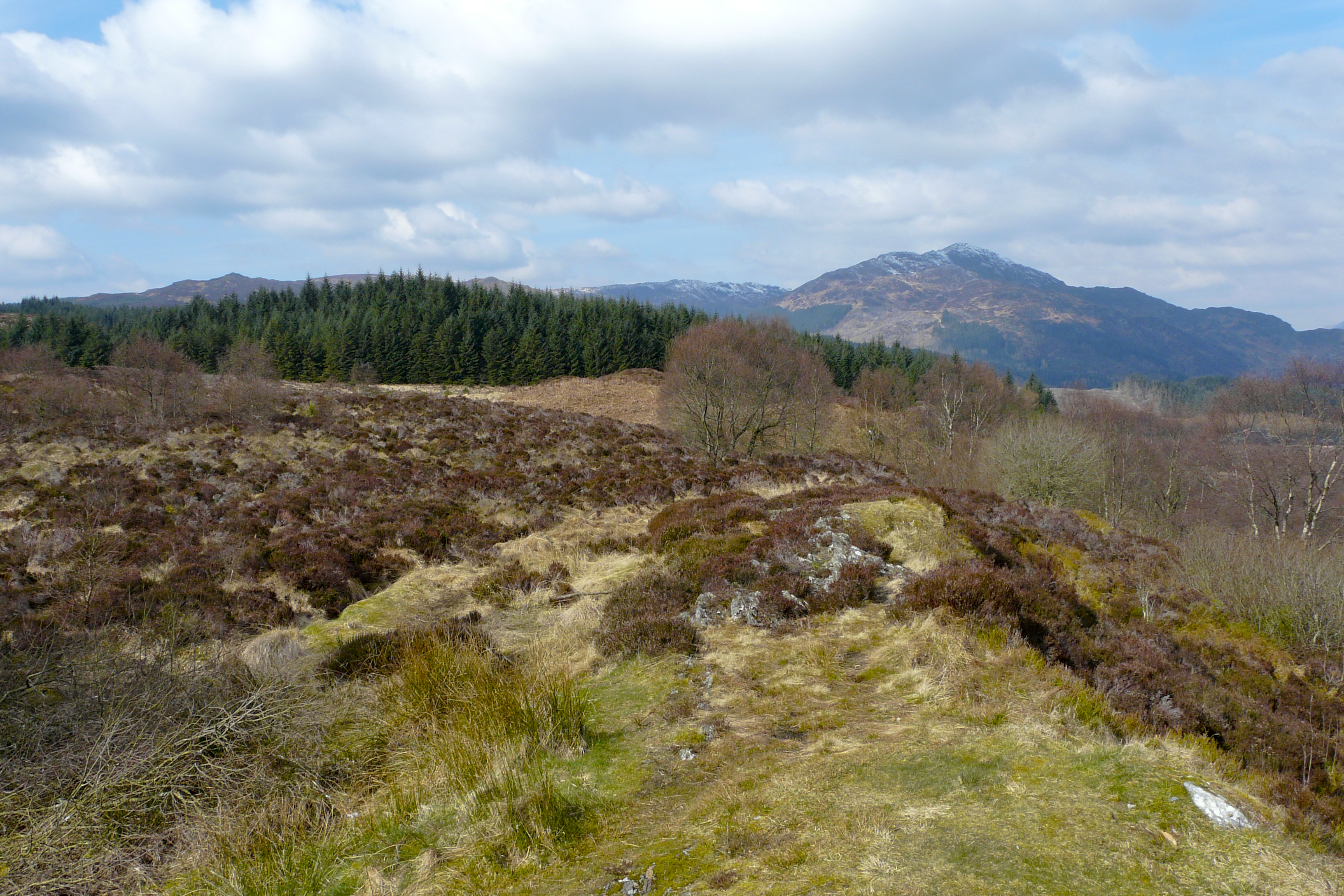
Trossachs

- Stob Binnein (1165 m), Crianlarich
- Ben Lui (1130 m), Tyndrum
- Cruach Ardrain (1046 m), Crianlarich
- Ben Oss (1029 m), Tyndrum
- Ben Challum (1025 m), Tyndrum
- Beinn Ime (1011 m), Arrochar
- Caisteal (995 m), Crianlarich
- Ben Vorlich (Loch vydělat) (985 m), Lochearnhead
- Beinn Dubhchraig (978 m), Tyndrum
- Stuc a 'Chroin (975 m), Lochearnhead
- Ben Lomond (974 m), Balmaha
- Meall Glas (959 m), Crianlarich
- Beinn Tulaichean (945 m), Crianlarich
- Ben Vorlich (943 m), Ardlui
- Beinn ' Chroin (940 m), Crianlarich
- Beinn Chabhair (933 m), Ardlui
- Beinn Narnain (926 m), Arrochar
- Sgiath Chuil (921 m), Crianlarich
- Beinn a' Chleibh (916 m), Tyndrum
- Ben Vane (915 m), Ardlui

Na území národního parku leží 21 Munro a 16 z nich je v části Breadalbane. Pro turisty zůstává vrchol Ben Lomondu nejoblíbenější horou ve Skotsku.